# 関戸克己
関戸 克己（せきと かつみ、1962年（昭和37年） - 2002年6月20日（平成14年））は、日本の小説家。作風の幻想性から、内田百閒や夢野久作に通ずるものがあると評される。
木戸 溟（きど めい）として音楽活動も行う。

## 略歴
- 1962年（昭和37年） - 北海道で生誕。
- 1996年（平成8年） - 「邦画地獄」が第3回パスカル短篇文学新人賞の最終候補作品となる。
- 2002年6月20日（平成14年） - 急逝。享年40。

## エピソード
一部では、友人である京極夏彦の講談社刊行「百鬼夜行シリーズ」に登場する「関口 巽（せきぐち たつみ）」のモデルであると云われているが真偽は不明。
死後に国書刊行会から出版された、処女出版で遺作となった短編小説集である『小説・読書生活』の装丁や解説は、京極夏彦が手懸けている。

## 作品

### 短編小説集
- 小説・読書生活 国書刊行会 2003年 ISBN 4-336-04563-1
  - 小説・読書生活
  - 猫が嗅いだ匂い
  - 観光用虹発生装置
  - 生きている渦巻き

### 未刊行小説
- 邦画地獄 1996年
  - 『wann recordings』公式サイト上「hole in wann」及び『第三回パスカル文学フェスティバル』公式サイト上「最終候補作品一覧」にて読書が可能。